# Смоляков, Андрей Игоревич
Андре́й И́горевич Смоляко́в (род. 24 ноября 1958, Подольск, Московская область, РСФСР, СССР) — советский и российский актёр театра, кино и телевидения. Народный артист Российской Федерации (2004), лауреат Государственной премии Российской Федерации в области театрального искусства (2003).

## Биография
Родился 24 ноября 1958 года в Подольске. Отец — заводской слесарь, мать Мария Степановна — учитель физики и математики. Жили в доме для работников пожарной службы: на первом этаже сама пожарная часть, на втором — квартиры. Детство Андрея прошло среди огромных красных машин, которые он мыл их из брандспойта, подумывая продолжить семейную традицию и стать пожарным. Достаток маленькой семьи Смоляковых был совсем небольшим, но средства, чтобы приобщить ребёнка к миру прекрасного, находились. Пару раз в месяц мать с сыном посещали оперетту и спектакли в Большом театре.
В три с половиной года мальчик перенёс менингит, и врачи строго запретили ему занятия спортом. В школе это наложило свой отпечаток: освобождённого от физкультуры Андрея одноклассники поддразнивали, считая почти инвалидом. Однако парень решил не сдаваться. Вопреки запретам он записался в секцию волейбола. Неожиданно спорт не только не навредил, но и укрепил здоровье. Этот успех вдохновил Смолякова на новые мечты: он захотел стать врачом. В школьные годы занимался волейболом и даже играл за сборную Московской области.
В 1975 году поступил в Театральное училище им. Б. Щукина на курс Аллы Александровны Казанской. Спустя два года Константин Райкин, на тот момент артист «Современника» и помощник Олега Табакова в его театральной студии, пригласил Смолякова на роль Маугли в своём спектакле «Прощай, Маугли!» Узнав, что студент Щукинского училища репетирует «у сомнительного Табакова», ректор училища Г. Л. Пелисов запретил молодому актёру участие в спектакле. После третьего курса Андрей Смоляков перевёлся в  Государственный институт театрального искусства имени А. В. Луначарского (ГИТИС), пожелав учиться на курсе Олега Табакова, который как раз преподавал в ГИТИСе. Таким образом, в 1978 году Смоляков стал студентом мастерской Олега Табакова.
В том же 1978 году снялся в своём первом фильме — «Целуются зори» Сергея Никоненко.
Окончив ГИТИС в 1980 году, рассчитывал попасть в труппу театра «Табакерка» Олега Табакова, но театр был закрыт решением первого секретаря МГК КПСС В. В. Гришина. В связи с этим в 1980—1982 годах работал в Московском драматическом театре имени Н. В. Гоголя, играя маленькие вводные работы и роли в детских спектаклях, шедших по утрам.
В 1982—1986 годах состоял в труппе Театра миниатюр под руководством Аркадия Райкина в Москве, снимался в кино и работал педагогом на новом курсе Олега Табакова.
С 1986 по август 2019 года работал в Московском театре Олега Табакова.
Режиссировал спектакль «Потомок», но, по словам самого актёра, он никогда в жизни этим заниматься больше не будет: 

«… Потому что мне страшно. У меня это нормальный, здоровый страх, в силу того что я — человек амбициозный и самолюбивый. Режиссёр — это человек, который огромную толпу людей берёт и зовёт в очень трудную дорогу. А я боюсь, что на протяжении пути, не дойдя до конца, я растеряю интерес этих людей к себе. Вот такие у меня страхи. Такая фобия».— Андрей Смоляков, 4 июля 2006 г.
Первоначально снимался в ролях положительных героев («О тебе» (1981), «Витражных дел мастер» (1985), «Государственная граница. Год сорок первый» (1986), «Иван Бабушкин» (1985)), с возрастом расширил репертуар: («День рождения Буржуя» (1999—2001), «Потерявшие солнце» (2004), «Тульский Токарев» (2010), «Две судьбы» (2004—2005). Известен по роли следователя Ивана Черкасова в цикле многосерийных детективных телевизионных художественных фильмов: «Мосгаз» (2012), «Палач» (2014), «Паук» (2015), «Шакал» (2016), «Операция «Сатана» (2018), «Формула мести» (2019), «Катран» (2020) и «Западня» (2021).
Простые Иван-царевичи из русских сказок перестали вдохновлять, и Андрей всерьёз подумывал уйти из кино. Чтобы избавиться от надоедливых предложений, он пошёл на радикальный шаг — побрился налысо. Но этот жест стал поворотным моментом. Вместо того чтобы оставить его в покое, режиссёры внезапно увидели в Смолякове совсем другого героя.
Теперь он был не сказочным добряком, а харизматичным злодеем. Лысый Смоляков идеально подходил для ролей отважных военных, циничных бизнесменов, бандитов и загадочных негодяев. И именно в этом амплуа его популярность резко пошла вверх. Настоящим прорывом стал сериал «День рождения Буржуя», где он сыграл злодея-художника Кудлу. Этот образ стал его визитной карточкой.
В 2012 году актёру досталась главная роль в сериале «МосГаз», которая стала одной из значимых страниц в его биографии. Образ майора Черкасова получился сквозным для нескольких сериалов, снятых в последующие годы. Ведущие роли в картине исполнили Марина Александрова, Максим Матвеев, Екатерина Климова, Агния Кузнецова и Светлана Ходченкова. Этот персонаж, созданный специально под Смолякова, оказался настолько убедительным, что завоевал сердца миллионов зрителей. История остросюжетной саги продолжилась в нескольких сезонах, а Черкасов стал самым узнаваемым образом артиста.
В октябре 2007 года в результате уличного нападения получил травму головы и сотрясение мозга. Был госпитализирован в НИИ им. Склифосовского.
17 сентября 2016 года на сцене Государственного театра наций состоялась премьера спектакля «Заводной апельсин», поставленного режиссёром Филиппом Григорьяном по одноимённому роману Энтони Бёрджесса, в котором Андрей Смоляков играл главную роль писателя.
В августе 2018 года снялся в проморолике «Первого канала» под названием «Новый первоклассный сезон».

## Личная жизнь
Первой женой артиста стала солистка Большого театра — балерина Светлана Иванова. Семейный союз распался через 20 лет.
Андрею Смолякову уже было больше 40 лет, когда на его пути возникла новая любовь: в дружеской компании актёр познакомился с Дарьей Разумихиной. Вырастила сына и дочку, так что во многом понимала разведённого артиста с полуслова. Но главное, что звезде «Мосгаза» было безумно интересно с образованной женщиной: Дарья защитила кандидатскую степень по филологии и работала журналисткой на испанском и французском ТВ, до того как осознала, что мечтает создавать одежду. У Дарьи также есть дети от первого брака, но это не стало преградой для влюблённых, так как они нашли общий язык со всеми детьми. Общих детей с Разумихиной у них нет, как и официального брака, от которого они решили отказаться. Это не мешает им полностью понимать и поддерживать друг друга во всём.

## Творчество

### Роли в театре

#### Московский театр-студия под руководством Олега Табакова(1979—2016)
- 1979 — «Прощай, маугли!» Р. Киплинга, Реж.: Андрей Дрознин, Константин Райкин — Маугли, (премьера — 12 мая 1979)
- 1985 — «Полоумный Журден» М. А. Булгакова, Реж.: Олег Табаков, Авангард Леонтьев — Учитель танцев и Ковьель, (премьера — 3 апреля 1985)
- 1987 — «Кресло» А. Марина по Ю. Полякову, Реж.: Олег Табаков — Чесноков, (премьера — 1 марта 1987)
- 1987 — «Али-Баба и др.» В. Б. Смехова, Реж.: В. Б. Смехов — Ахмед, (премьера — 18 октября 1987)
- 1987 — «Билокси-Блюз» Нила Саймона, Реж.: Олег Табаков — Рядовой Джозеф Виковский, (премьера — 7 декабря 1987)
- 1988 — «Дыра» А. М. Галина, Реж.: Александр Галин — Карандасов, (премьера — 28 мая 1988)
- 1988 — «Вера. Любовь. Надежда» Э. фон Хорвата, Реж.: Максимилиан Шелл — Смерть
- 1989 — «Затоваренная бочкотара» В. И. Аксёнова, Реж.: Евгений Каменькович — Бородкин Виктор Ильич, (премьера — 9 апреля 1989)
- 1990 — «Обыкновенная история» Виктора Розова (по И. Гончарову), Реж.: Олег Табаков — Сурков, (премьера — 28 февраля 1990)
- 1990 — «Матросская тишина» А. А. Галича, Реж.: Олег Табаков — Одинцов, (премьера — 21 ноября 1990)
- 1991 — «Ревизор» Н. В. Гоголя, Реж.: Сергей Газаров — Аммос Фёдорович Ляпкин-Тяпкин, (премьера — 17 апреля 1991)
- 1992 — «Норд-ост» А. Богдановича, Реж.: Олег Табаков — Вознесенский, (премьера — 7 января 1992)
- 1992 — «На благо Отечества» Тимберлейка Вертенбейкера, Реж.: Ирина Браун — Капитан Коллинз и Роберт Сайдвэй, (премьера — 17 ноября 1992)
- 1993 — «Страсти по Бумбарашу» Ю. Кима. Реж.: Владимир Машков — Поручик, (премьера — 16 мая 1993)
- 1993 — «Механическое пианино» А. А. Адабашьяна и Н. C. Михалкова по А. П. Чехову, Реж.: Олег Табаков — Сергей Павлович Войницев, (премьера — 28 ноября 1993)
- 1994 — «Смертельный номер» Олега Антонова, Реж.: Владимир Машков — Чёрный, (премьера — 4 октября 1994)
- 1997 — «Камера обскура» В. В. Набокова, Реж.: Антон Кузнецов — Роберт Горн, (премьера — 7 октября 1997)
- 1998 — «Ещё Ван Гог…» Валерия Фокина, Реж.: Валерий Фокин — Доктор, (премьера — 20 января 1998)
- 1999 — «Отец» Августа Стриндберга, Реж.: Артак Григорян — Ротмистр, (премьера — 12 июня 1999)
- 2000 — «На дне» М. Горького, Реж.: Адольф Шапиро — Актёр, (премьера — 31 марта 2000)
- 2001 — «А в Конго есть тигры?» Бенгта Альфорса, Юхана Баргума, Реж.: Райя-Синикка Рантала — Писатель Б, (премьера — 8 ноября 2001)
- «Последние» — Александр
- 2002 — «Лицедей» Томаса Бернхарда, Реж.: Миндаугас Карбаускис — Брюскон, лицедей, (премьера — 12 мая 2002)
- 2003 — «Бег» М. А. Булгакова, Реж.: Елена Невежина — Роман Валерьянович Хлудов, (премьера — 14 января 2003)
- 2003 — «Синхрон» Томаса Хюрлимана, Реж.: Миндаугас Карбаускис — И, (премьера — 24 июня 2003)
- 2005 — «Потомок» Владимира Жеребцова, Реж.: Искандэр Сакаев, Андрей Смоляков, Олег Табаков — Лабудыгин, капитан НКВД, (премьера — 10 января 2005)
- 2008 — «Отцы и дети» И. С. Тургенева, Реж.: Константин Богомолов — Павел Петрович Кирсанов, (премьера — 30 марта 2008)
- 2016 — «В ожидании варваров» Джона Максвелла Кутзее, Реж.: Александр Марин — Судья, (премьера — 12 мая 2016)

#### Московский Художественный театр имени А. П. Чехова
- 1997 — «Камера обскура» по роману Владимира Набокова. Режиссёр: Антон Кузнецов[7]
- 2004 — Лопахин — «Вишнёвый сад», по одноимённой пьесе А. П. Чехова, реж. Адольф Шапиро[8]
- 2013 — Алексей Васильевич Турбин — «Белая гвардия» М. А. Булгакова, реж. Сергей Женовач (ввод)[9]
- Иан («Сияющий город» К. Макферсона)
- Маркиз д’Орсиньи («Кабала святош» М. Булгакова)
- Первый воин («Осада» Е. Гришковца)
- Солёный («Три сестры» А. П. Чехова)
- Иванов («Иванов» А. П. Чехова)

#### Экспериментальный театральный центр новой драмы «Практика» (Москва)
- Гюнтер («Свадебное путешествие» В. Сорокина)
- Цейтлин («Небожители» И. Симонова)
- «Целевая аудитория» И. Симонова. Реж.: Руслан Маликов

#### Государственный театр наций(Москва)
- 2016 — писатель — «Заводной апельсин» по одноимённому роману Энтони Бёрджесса. Режиссёр: Филипп Григорьян[5]
- 2021 — Понтий Пилат — «Мастер и Маргарита»

### Фильмография
- 1978 — Близкая даль — Никита Алексеевич Тропарёв, ветеринар
- 1978 — Отец Сергий — Алёша, послушник
- 1978 — Целуются зори — Лёшка Кузнецов, деревенский парень, тракторист, гармонист (роль озвучил Владимир Носик)
- 1979 — Отец и сын — Алексей, сын Романа Бастрыкова (роль озвучил Вадим Спиридонов)
- 1980 — Коней на переправе не меняют — Саша
- 1981 — Андрей и злой чародей — Андрей-Всех-Добрей
- 1981 — О тебе — Алёша
- 1981 — В начале игры — Виктор Круглов, футболист
- 1981 — Цыганское счастье — Геннадий, шофёр
- 1982 — Родителей не выбирают — Николай Бурлаков
- 1983 — Привет с фронта — Петя Лаптев
- 1983 — Духовой оркестр (короткометражный) — Николай Егорович
- 1984 — Полоса препятствий — Женя
- 1985 — Иван Бабушкин — Бялый, подпольщик
- 1985 — Противостояние — настоящий Григорий Милинко (роль озвучил Сергей Паршин)
- 1986 — Государственная граница. Год сорок первый — Николай Гриневич, сержант
- 1986 — Попутчик — инспектор ГАИ
- 1987 — Дни и годы Николая Батыгина — Николай Батыгин-младший
- 1987 — На исходе ночи — Янек, пленный поляк
- 1987 — Иван Великий — старший лейтенант, командир роты
- 1988 — Грамматика любви — Александр
- 1988 — Благородный разбойник Владимир Дубровский — Тимоха
- 1988 — Командировка — Виктор Семёнов
- 1989 — Сталинград — Леонид Никитович Хрущёв, советский военный лётчик, гвардии старший лейтенант ВВС СССР, сын Н. С. Хрущёва
- 1989 — Возьми меня с собой — Николай по прозвищу «Лось», аферист
- 1990 — День любви — Константин Тыпин, бандит-художник, главарь «моталки»
- 1990 — Место убийцы вакантно… — Игнатов Александр
- 1990 — Холм — деревенский гармонист
- 1991 — Вербовщик — Вадим Анатольевич Кузин / Борис Иванович Кошелев, вор-рецидивист и убийца
- 1991 — Обнажённая в шляпе — Константин Телегин, журналист
- 1991 — Похороны на втором этаже — Андрей Николаевич Бугров, капитан КГБ
- 1992 — Метро —
- 1993 — Запах осени — муж
- 1993 — Кумпарсита — Андрей Петрович, учитель танцев
- 1993 — Страсти по Анжелике — Виталий Вульфович Кудрин, муж Анжелики
- 1993 — Плащ Казановы — друг Вали
- 1993 — Русский регтайм — офицер в ресторане
- 1994 — Цинковые мальчики — Андрей
- 1995 — Трибунал / Tribunal (Швеция) — вице-адмирал
- 1996 — Привет, дуралеи! — Володя, телохранитель
- 1997 — Грешная любовь — Алексей Степанович, врач
- 1998 — Гамильтон / Hamilton (Швеция) — Барабанов
- 1999 — 2001 — День рождения Буржуя — Владимир Кудла
- 1999 — Тонкая штучка (Двойная угроза) — Алексей Громов («Боксёр»), глава второй местной ОПГ, молодой «авторитет»
- 2000 — Тихие омуты — Иван Павлович, заместитель Антона Михайловича Каштанова
- 2002 — Следствие ведут ЗнаТоКи — Юрий Денисович Юрьев, следователь
  - Третейский судья
  - Пуд золота
- 2002 — Ледниковый период — Александр Евгеньевич Скорик («Погон»), киллер, бывший милиционер
- 2002 — 2003 — Убойная сила 4 — Илья Мухин, бывший оперуполномоченный милиции, начальник службы безопасности банка
  - (фильм № 6 «Принцип вины»)
- 2003 — Антикиллер 2: Антитеррор — Волошин
- 2004 — Дети Арбата — Николай Иванович Ежов
- 2004 — Штрафбат — Фёдор Баукин, командир роты в штрафном батальоне
- 2004 — Диверсант — майор-дознаватель
- 2004 — Игры мотыльков — Глебов
- 2004 — Легенда о Кащее, или В поисках тридесятого царства — Удал, отец Кащея
- 2004 — Папа — Одинцов
- 2004 — Потерявшие солнце — Цыбин, наёмный убийца
- 2004 — Две судьбы. Голубая кровь — Альберт Полищук, знакомый Кирилла Слепнёва
- 2005 — Свадьба Барби — Александр Прокопов
- 2005 — Охотники за иконами — Дмитрий Беглов («Бегун»)
- 2005 — Побег — Андрей Топилин, подполковник
- 2005 — Адъютанты любви — Талейран
- 2005 — Две судьбы. Золотая клетка — Альберт Полищук, знакомый Кирилла Слепнёва
- 2006 — Патруль — Ермаков
- 2006 — Группа ZETA — Борис Стронцев, организатор группы / Борис Геннадьевич Бекешев
- 2006 — В ритме танго — Дмитрий Колган
- 2006 — Консервы — Пётр Сергеевич Родионов, полковник ФСБ
- 2007 — Свой-чужой — Пётр Андреевич Крылов, полковник
- 2007 — Бухта страха — Вадим Кравченко, муж Екатерины
- 2007 — Заражение / Contamination — Андрей Романович Дудин
- 2008 — Тот, кто гасит свет — Николай Фёдоров, отец убитой девочки
- 2008 — Казаки-разбойники — «Старик»
- 2008 — Любимая дочь папы Карло — Константин Петрович Воронцов, бизнесмен по прозвищу «Папа Карло»
- 2008 — Особый отдел (документальный) — исследователь
- 2009 — Исаев — Павел Петрович Постышев, комиссар
- 2009 — Приказано уничтожить! Операция: «Китайская шкатулка» — Хайнц Грейфе, оберштурмбанфюрер СС
- 2009 — Выхожу тебя искать — Василий, бывший «афганец»
- 2009 — Доброволец — Владимир, отец «Тира»
- 2009 — 9 мая. Личное отношение (новелла «Объяснительная») — Костромитин
- 2009 — Журов (фильм № 4 «Тяжкий крест», серии 7-8) — Николай Владимирович Сметанин, депутат областной Думы, муж Людмилы Степановны, отец Алексея
- 2009 — Когда падают горы — Тимофей Григорьевич
- 2010 — Каденции — господин N
- 2010 — Тульский Токарев — «вор в законе» по прозвищу «Варшава»
- 2010 — Сказка. Есть (новелла № 1 «Мир игрушек») — «Злой клоун»
- 2010 — Возвращение в «А» — военный врач, председатель военно-врачебной комиссии
- 2010 — Дом образцового содержания — Стефан Стефанович Томский
- 2011 — Защита свидетелей — Павел Андреевич Жмых, начальник управления
- 2011 — Высоцкий. Спасибо, что живой — Виктор Михайлович Бехтеев, полковник КГБ в Узбекской ССР
- 2011 — Бежать — Вадим Николаевич Сомов, начальник следственного отдела
- 2012 — Зоннентау — Волочаев, майор НКВД / Волочаев, его внук, майор полиции
- 2012 — Отрыв — Михаил Иванович Аргунов
- 2012 — Мосгаз — Иван Петрович Черкасов, майор милиции, сотрудник МУРа
- 2013 — Курьер из «Рая» — Иван Дмитриевич, полковник полиции
- 2013 — Сталинград — Василий Поляков («Ангел»), сержант-артиллерист
- 2013 — Сделка (короткометражка) — снимался
- 2013 — Пепел — Витя «Гардероб», криминальный авторитет, сообщник Сеньки «Пепла»
- 2013 — На крыльях — Фомин
- 2014 — Вий — отец Паисий
- 2014 — Урок —
- 2014 — Чемпионы — Николай Круглов-старший, биатлонист
- 2014 — Инквизитор — Генрих Карлович Штольц, местный олигарх, «теневой» глава города Мельберга по прозвищу «Вальтер»
- 2014 — Григорий Р. — Генрих Иванович Свиттен, следователь
- 2014 — Крёстный — Игорь Фёдорович, генерал
- 2014 — Звезда — Сергей Владимирович, заместитель министра, отец Кости
- 2014 — Палач — Иван Петрович Черкасов, майор милиции, сотрудник МУРа
- 2014 — Грешник — Виктор Михайлович Лаптев, отец Владислава
- 2015 — Владыка времени — Павел Андреевич
- 2015 — Орлова и Александров — Максим Горький, русский писатель
- 2015 — Паук — Иван Петрович Черкасов, майор милиции, сотрудник МУРа
- 2015 — Родина — Игорь Михайлович, бизнесмен, отец Евы
- 2015 — Ставка на любовь — Руслан «Сухумский»
- 2016 — День выборов 2 — Валентин Степанович, сотрудник администрации президента
- 2016 — Я — Учитель — Константин Дмитриевич Рыков, полковник РОА
- 2016 — Преступление — Игорь Николаевич Лавров, владелец фирмы «Автозапчасти от Лаврова», муж Анны, отец Татьяны, Евгения и Максима
- 2016 — Шакал — Иван Петрович Черкасов, майор милиции, сотрудник МУРа
- 2016 — Викинг — Рогволод, князь полоцкий
- 2016 — Искушение —
- 2016 — Вернуть любой ценой —
- 2016 — Барон — русский генерал Леонид
- 2017 — Мифы — Владимир
- 2017 — Движение вверх — Григорий Митрофанович Моисеев, председатель Федерации баскетбола СССР
- 2017 — Феникс —
- 2017 — Налёт — Андрей Рыжов
- 2018 — Прощаться не будем — Иван Степанович Конев, генерал-полковник
- 2018 — Топор — Иван Ильич Родин (Иван Андреевич Васильев), сибирский отшельник, бывший казачий офицер, фронтовик
- 2018 — Тренер — Валерий Столешников, отец футболиста и тренера команды «Метеор» Юрия Столешникова
- 2018 — Пришелец — Александр Михайлович Ковалёв, руководитель полётов
- 2018 — Операция «Сатана» — Иван Петрович Черкасов, майор милиции, сотрудник МУРа
- 2018 — Чужая дочь — Федорович
- 2019 — Встреча. Глазами ангелов —
- 2019 — Завод — Константин Калугин, олигарх
- 2019 — Мёртвое озеро — Юрий Михайлович Кобрин, владелец холдинга по производству урана «Ураникум»
- 2019 — Формула мести — Иван Петрович Черкасов, майор милиции, сотрудник МУРа
- 2020 — Катран — Иван Петрович Черкасов, майор милиции, сотрудник МУРа
- 2020 — Огонь — Владимир Иванович Громов
- 2020 — Московская горка (короткометражка) — ангел 2
- 2020 — Агеев — Антон Улофович Агеев, подполковник полиции
- 2021 — Найден жив 2 — Андрей
- 2021 — Море волнуется раз — мужчина
- 2021 — Топор. 1943 — Иван Ильич Родин
- 2021 — Мосгаз. Западня — Иван Петрович Черкасов, майор милиции, сотрудник МУРа
- 2021 — Судьба диверсанта — Виктор Павлович Климко
- 2021 — Сказки Пушкина. Для взрослых — Поп, подполковник (серия «Балда»)
- 2022 — Карамора —  Свечников
- 2022 — Этерна: Часть первая — магнус Аристид
- 2022 — Номинация — Михаил
- 2022 — Топор. 1944 — Иван Ильич Родин
- 2022 — За нас с вами — Пётр Казимирович
- 2022 — Операция «Неман» — Егоров
- 2022 — Художник — Тихон Степанович Ефимов («Ефимыч»), майор милиции, начальник отдела по борьбе с бандитизмом
- 2022 — Мира — Фомин, высокопоставленный сотрудник Центра управления полётами
- 2023 — Мосгаз. Последнее дело Черкасова — Иван Петрович Черкасов, майор милиции
- 2024 — Мосгаз. Метроном — Иван Петрович Черкасов, майор милиции в отставке, пенсионер
- 2025 — Мосгаз. Розыгрыш — Иван Петрович Черкасов, майор милиции в отставке, пенсионер
- 2025 — Топор. 1945. Июль — Иван Ильич Родин
- 2025 — Оперативная память — Андрей Филиппович Багрышев, майор полиции

#### Телеспектакли
- 2003 — «Сказка о мёртвом теле, неизвестно кому принадлежащем». Режиссёр: Вера Харыбина

#### Съёмки в клипах
- 1993 — снялся в клипе группы «СерьГа» «Тёплый воздух от крыш».

## Признание заслуг
Государственные награды Российской Федерации:
- 1994 — почётное звание «Заслуженный артист Российской Федерации» — за заслуги в области искусства[10].
- 2003 — Государственная премия Российской Федерации в области театрального искусства — за исполнение ролей классического и современного репертуара.
- 2004 — почётное звание «Народный артист Российской Федерации» — за большие заслуги в области искусства[1].

## Документальные фильмы и телепередачи
- «Андрей Смоляков. Против течения» («Первый канал», 2016)[11][12]